# Stiria
Stiria is een geslacht van vlinders van de familie Uilen (Noctuidae), uit de onderfamilie Stiriinae.

## Soorten
- S. argyropolia Dyar, 1914
- S. colimae Draudt, 1927
- S. consuela Strecker, 1900
- S. dyari Hill, 1924
- S. hutsoni Smith, 1907
- S. intermixta Dyar, 1918
- S. ischune Dyar, 1912
- S. iticys Dyar, 1914
- S. mouris Dyar, 1912
- S. olivalis Barnes & McDunnough, 1916
- S. phalaenoides Dyar, 1918
- S. ruficeps Draudt, 1927
- S. rugifrons Grote, 1874
- S. sisaya Dyar, 1912
- S. sulphurea Neumoegen, 1882
- S. tachymora Dyar, 1914